# Monforte
Monforte – miejscowość w Portugalii, leżąca w dystrykcie Portalegre, w regionie Alentejo w podregionie Alto Alentejo. Miejscowość jest siedzibą gminy o tej samej nazwie.

## Demografia
| Liczba ludności gminy Monforte (1801–2011) | Liczba ludności gminy Monforte (1801–2011) | Liczba ludności gminy Monforte (1801–2011) | Liczba ludności gminy Monforte (1801–2011) | Liczba ludności gminy Monforte (1801–2011) | Liczba ludności gminy Monforte (1801–2011) | Liczba ludności gminy Monforte (1801–2011) | Liczba ludności gminy Monforte (1801–2011) | Liczba ludności gminy Monforte (1801–2011) | Liczba ludności gminy Monforte (1801–2011) |
| ------------------------------------------ | ------------------------------------------ | ------------------------------------------ | ------------------------------------------ | ------------------------------------------ | ------------------------------------------ | ------------------------------------------ | ------------------------------------------ | ------------------------------------------ | ------------------------------------------ |
| 1801                                       | 1849                                       | 1900                                       | 1930                                       | 1960                                       | 1981                                       | 1991                                       | 2001                                       | 2004                                       | 2011                                       |
| 2 562                                      | 2 618                                      | 5 335                                      | 6 829                                      | 7 245                                      | 4 281                                      | 3 759                                      | 3 393                                      | 3 241                                      | 3 329                                      |

## Sołectwa
Sołectwa gminy Monforte (ludność wg stanu na 2011 r.)
- Assumar – 651 osób
- Monforte – 1384 osoby
- Santo Aleixo – 638 osób
- Vaiamonte – 656 osób